# Louis Rascol
Pour les articles homonymes, voir Rascol.
Louis Rascol, né le 9 octobre 1866 à Boissezon d’Augmontel et mort le 23 avril 1951 à Albi, est un philosophe, pédagogue et historien français.
Il a été directeur de l’École primaire supérieure et professionnelle d’Albi de 1906 à 1926.

## Biographie
Arthur, Jean, Louis, Honoré Rascol est né dans le Tarn à Boissezon d’Augmontel, le 9 octobre 1866. Sa famille est originaire de Cabannes dans le canton de Murat-sur-Vèbre. Son père, Louis-Antoine Rascol, comme l'étaient son grand-père et son arrière-grand-père, est instituteur. Louis Rascol grandit à Boissezon dans la maison de l’instituteur située à côté de l’école laïque où il fait ses études primaires.
De 1876 à 1883, il vient à Albi pour ses études secondaires, au collège puis au lycée de garçons — aujourd’hui lycée Lapérouse. En 1882-1883, il est en terminale. Il restera très marqué par son jeune professeur de philosophie, Jean Jaurès, âgé de 23 ans. Cinquante ans plus tard, il reprend les notes de cours de son camarade Pierre Coste et retranscrit, sur deux cahiers d’écolier, l’intégralité des 78 leçons du cours de philosophie de Jean Jaurès à Albi. Louis Rascol réussit, à Albi, le baccalauréat, niveau atteint par seulement 1 % de sa classe d’âge.
Après un an d’études supérieures au lycée de garçons de Toulouse (actuel lycée Pierre-de-Fermat), Louis Rascol s’inscrit en histoire à la faculté des lettres qui était encore logée dans un vieux bâtiment de la rue Sénéchal. Il obtient en 1889 une licence d’histoire. Peut-être a-t-il continué d’assister au cours de philosophie donné par Jaurès à la faculté de Toulouse.
Finalement, Louis Rascol se destine à l’enseignement de l’histoire. Il reçoit une bourse de licence de 1 200 francs. Son professeur Paul Guiraud — ancien élève de l’École Normale Supérieure — le recommande à Fustel de Coulanges, professeur à la Sorbonne. Après la licence, Louis Rascol prépare l’agrégation d’histoire grâce à une bourse d’agrégation de la faculté des lettres de Toulouse (1890-1892). Après un échec à l’agrégation d’histoire, Louis Rascol renonce à préparer le concours à la Sorbonne et décide de s’orienter vers l’enseignement primaire.
Tout en poursuivant ses études, il est d’abord nommé par le recteur Claude Perroud professeur auxiliaire de philosophie et de lettres au collège de Revel (de janvier à juillet 1888). Puis, dès qu’il obtient la licence, il est nommé professeur d’école normale. En effet, le nouveau Claude Perroud, avait décidé dès 1881 de transformer les écoles normales d’instituteurs et d’y nommer les diplômés de l’enseignement Supérieur. Louis Rascol exerce cette fonction pendant dix ans, à l’école normale de Montauban (1888-1889), à Ajaccio (1892-1893) puis à Albi où il forme de 1893 à 1899 une génération d’instituteurs. En 1899, il est nommé directeur d’école primaire supérieure, fonction qu’il exerce jusqu’à son départ à la retraite en 1926.
De 1899 à 1906, il dirige l’école primaire supérieure d’Annonay en Ardèche. Dès 1900, il soumet au recteur Perroud un projet de création dans son école de sections industrielles et commerciales qu’il souhaite développer au-delà des programmes et des horaires officiels.
Réorganisées dès 1885 par Jules Ferry et Ferdinand Buisson, directeur de l’enseignement primaire, les écoles primaires supérieures créent des sections professionnelles. Elles s’adressent aux élèves de 12 à 16 ans qui, après le certificat d’études primaires, reçoivent de l’école une formation générale tout en s’orientant progressivement vers une profession agricole, industrielle ou commerciale. La première école du Tarn ouvre en 1893 à Castres une section industrielle et commerciale. Une seconde s’ouvre en 1903 à Lavaur. Dès 1904, Louis Rascol recommande au maire d’Albi, Édouard Andrieu, la création d’une école primaire supérieure et professionnelle de garçons. En octobre 1905, la troisième école du Tarn ouvre ses portes à Albi.
En 1906, Louis Rascol est nommé, par permutation avec Adolphe Clément, directeur de l’école primaire supérieure d’Albi qu’il réorganise et développe jusqu’en 1926. Dès 1906, l’école d’Albi rencontre un véritable succès. Présidant en juillet 1906, la distribution des prix au lycée d’Albi, le recteur Perroud donnait aux jeunes élèves et à leurs maîtres une savoureuse leçon de solidarité universitaire : « Sur 180 élèves qui la peuplent déjà, 30 au plus viennent d’ici. Si cet écart subsiste, pourquoi nous en affligerions-nous ? Les deux maisons nous sont également chères, le drapeau de l’Université flotte sur l’une comme sur l’autre, et elles ne rivalisent que pour mieux remplir la tâche assignée à chacune d’elles ». Au lycée d’Albi, on avait en effet pris quelque ombrage de la création et du très rapide succès de la « Sup ».
Le 1er janvier 1907, l’EPS devient école primaire supérieure et professionnelle et compte trois sections : industrielle, commerciale et agricole. Le recteur Lapie, successeur du recteur Perroud, encourage Rascol à développer son école dont les effectifs ne cessent d’augmenter. En 1919, la « Sup » quitte la rue de Bitche où elle se trouve à l’étroit pour de plus vastes locaux, rue de la République. En 1920, sont inaugurés des ateliers modernes qui font de l’école un modèle. Ils seront détruits en 1935.
Le directeur de la « Sup » d’Albi n’abandonne pas pour autant l’enseignement et continue d’assurer les cours de morale et d’histoire. 
Louis Rascol ne se contente pas de réorganiser l’école d’Albi. Dès 1896 et jusqu’en 1951, il joue un rôle primordial dans la défense de l’enseignement professionnel au niveau local mais surtout national. De 1919 à 1927, il siège au Conseil supérieur de l’instruction publique. Cette dimension nationale lui permet d’obtenir les financements pour la création des ateliers. « Cause soutenue par Rascol, cause gagnée », rappelle Monsieur Duprat dans son discours lors de l’inauguration des ateliers en 1920.
Toute sa vie, Louis Rascol s’investit dans de nombreuses œuvres sociales. En 1896, il est secrétaire de la Société d’éducation populaire d’Albi. En 1908, il crée le patronage laïc qu’il anime jusqu’en 1935. En 1911, il préside l’Amicale des fonctionnaires de l’école primaire supérieure d’Albi. Il crée en 1920 l’Association des anciens élèves de l’école primaire supérieure d’Albi. Il préside la Fédération des amicales des écoles primaires supérieures de France et des colonies. Il est trésorier de l’Association des professeurs d’école primaire supérieure.
Il participe également à diverses œuvres laïques : office départemental des pupilles de la Nation, Comité du Tarn pour le retour à la terre, Ligue pour le relèvement de la moralité publique, Société de gymnastique et de préparation militaire du Tarn, orchestre symphonique d’Albi, Œuvre universitaire tarnaise des enfants de la mer.
À la retraite, il continue de s’occuper de la « Sup » comme Président du Comité de patronage.
Louis Rascol se consacre également à la vie politique. Il est conseiller général du canton de Vielmur (1925) puis maire de Vielmur de 1928 à 1940 (révoqué en 1940). Son engagement républicain et son mérite seront reconnus. Dès 1920, il est chevalier de la Légion d’honneur, officier en 1932 ; en 1922, chevalier du Mérite agricole.
En 1949, par acte notarié, Louis Rascol fait don de sa bibliothèque à la ville d’Albi « sous réserve qu’elle soit déposée dans l’établissement qu’il avait dirigé, correctement conservée et maintenue accessible aux membres de l’établissement ». Le cours de Jaurès ne fait pas partie de la donation de 1950.
Devenu Collège moderne et technique puis lycée, cet établissement porte son nom depuis le 15 mai 1955.
Louis Rascol meurt à Albi le 23 avril 1951, à deux heures, après une année de souffrances. « Surmontant avec un rare courage les souffrances d’une cécité presque complète, Louis Rascol passa les dernières années de sa vie dans l’étude ». Il repose à Vielmur-sur-Agout.
Un an après son décès, sa veuve adresse au nouveau directeur, Monsieur Vivien, le manuscrit du précieux cours de philosophie.

## Travaux
Louis Rascol s’est toujours préoccupé de culture et d’enseignement général des classes laborieuses. Bousculant les institutions, il assure un « lendemain à l’école » en proposant une éducation populaire post-scolaire dans son département : il met en place conférences et lectures publiques gratuites le soir. Il adopte le slogan « se réveiller, s’organiser, agir » en s’appuyant sur le sentiment de fraternité des citoyens.

## Publications
Louis Rascol a publié de nombreux ouvrages dont les originaux sont conservés dans sa bibliothèque :
- 1899 : L’Éducation populaire dans le Tarn (œuvres post-scolaires) 1896-1899. Albi, Nouguies, 1899.
- 1923 : La véritable éducation professionnelle. Enseignement Primaire Supérieur ou Enseignement Technique. Paris. Librairie A. Colin. Cet ouvrage reprend des articles parus depuis 1892 dans l’École de la vie.
- 1928-1929 : « Souvenirs » de Claude-Marie Perroud dans la Revue Universitaire. Paris Armand Colin, octobre 1928 - juillet 1929.
- 1941 : Claude-Marie Perroud 1839-1919 : La vie et l’œuvre d’un universitaire au XIXe siècle. Paris. Librairie Henri Didier. 1941.

### Manuels pour l'enseignement primaire
Il a rédigé, en collaboration, plusieurs manuels pour l’enseignement primaire dans les disciplines qu’il a enseignées toute sa vie.
- Manuels d’histoire avec T. Naudy :
  - Cours complet d’Histoire de France : cours élémentaire - 50 leçons, lectures et résumés. Henri Paulin. 1905.
  - Cours complet d’Histoire de France. - Cours préparatoire. - 44 leçons avec les résumés, illustrées de nombreuses gravures. Prieur Éditeur (ancienne librairie Paulin)

Les derniers chapitres de ces deux manuels sont consacrés à l’exposition de 1900 et à l’œuvre de la Troisième République.
- En collaboration avec M. et Mme Launey, il a publié un manuel de morale et d’instruction civique, disciplines qu’il enseignait depuis le collège de Revel.
  - Morale : Instruction civique – Droit Privé - Économie politique. Madame H. Launey, directrice d’EPS ; J. Launey, inspecteur de l’enseignement primaire ;  Louis Rascol, directeur d’école primaire supérieure. Enseignement primaire supérieur. Paris - Larousse - Nouvelle édition conforme aux programmes de 1920.

### Cours de philosophie de Jean Jaurès
En 1931-1932, Louis Rascol reproduit le cours de philosophie professé par Jean Jaurès au lycée d’Albi en l’année scolaire 1882-1883.
- Cahiers I et II. Le premier cahier contient le cours de philosophie jusqu’à la 30e leçon.
- Le second contient la fin du cours de la 31e à la 43e et dernière leçon, les suppléments au cours (28 leçons) et les leçons d’histoire de la philosophie (7 leçons).

## Distinctions
- Officier de la Légion d'honneur
- Chevalier de l'ordre du Mérite agricole

## Source
- À l'origine, cet article a été réalisé en 2005 pour le centenaire du Lycée Rascol par Mme Costantini, professeur de philosophie, et Mme Lagarrigue, professeur documentaliste au Lycée Rascol.